# Jakob Jantscher
Jakob Jantscher (n. 8 gener 1989 a Graz) és un futbolista professional austríac que juga com a lateral o davanter pel Kitchee SC de Hong Kong.

## Clubs
Va començar la seva carrera a SC Unterpremstätten i LUV Graz en la lliga d'Estiria i el 2003 a l'edat de 14 anys es va traslladar a SK Sturm Graz. El 20 d'octubre de 2007 va fer al seu debut al primer equip en objecte de Thomas Krammer en el partit davant el Red Bull Salzburg. Va marcar el seu primer gol el 24 de novembre de 2007 en el partit davant del SC Altach.
El 3 de juny de 2010 va signar amb FC Red Bull Salzburg per a quatre years. El 6 de setembre de 2012 va signar un acord de préstec amb el Dinamo de Moscou per a 1 any, el Dinamo de Moscou també tenia l'opció de comprar-lo després d'1 any, però això no va succeir. L'1 de setembre de 2013 Jantscher va signar pel club neerlandès NEC Nijmegen. El setembre de 2013, Jantscher va ser venut a l'Eredivisie NEC, on va romandre només una temporada, ja que el club va ser relegat al final de la temporada. El 24 de juny de 2014, Jantscher va fer una transferència a l'equip suís de FC Luzern.